# Ida Schuselka-Brüning

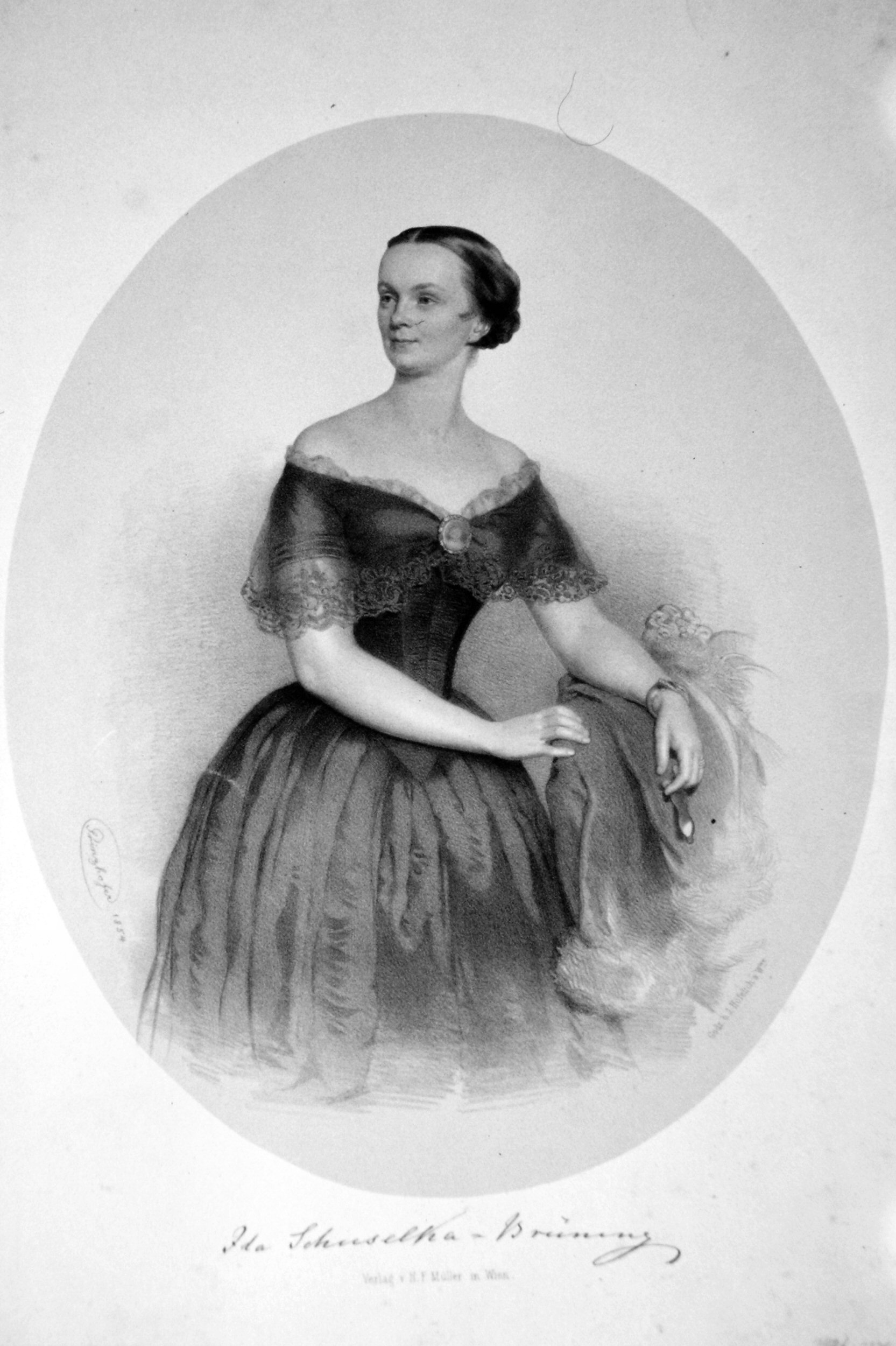
Ida Schuselka-Brüning in einer Lithographie von August Prinzhofer, 1854

Ida Henriette Frantziska Schuselka-Brüning, geborene Wohlbrück, verheiratete Ussow, Brüning und Schuselka (* 15. Jänner 1817 in Königsberg; † 15. November 1903 in Baden) war eine Sängerin, Schauspielerin, Theaterdirektorin und Übersetzerin.

## Leben
Schuselka-Brüning war bereits als Zweijährige in Linz in Kinderrollen tätig. Zur Sängerin (Sopran) wurde sie in St. Petersburg ausgebildet. 1833 debütierte sie am Stadttheater von Reval als Solistin in der Rolle der Prinzessin in Boieldieus Oper „Jean de Paris“. Engagements führten sie nach Königsberg (1835), Danzig (1837), Hamburg (1838) und Hannover, bis sie 1842 nach Wien zog.

### Schauspielerin in Wien, Theaterdirektorin in Linz
In Wien trat sie am Kärntnertortheater und im Theater an der Josefstadt auf. Carl Carl, mit dem sie zeitweise liiert war, engagierte sie für Vaudeville-Rollen am Theater an der Wien, später auch für Lokalstücke am Carltheater.
Nach ihrer Heirat 1849 mit Franz Schuselka kam es zum persönlichen und beruflichen Bruch mit Carl. Sie gastierte in den Folgejahren in Berlin, Hamburg, Dresden und Frankfurt, ab 1850 wieder am Theater an der Wien (mittlerweile unter neuer Führung). Im August 1853 wurde sie Mitglied der Dresdner Hofbühne und widmete sich verstärkt Charakterrollen.
Von 1855 bis 1857 leitete sie das Landestheater Linz. Diese Tätigkeit endete aufgrund großer finanzieller Verluste. Es folgte ein Gastspiel in Stuttgart und 1859 in Weimar.

### Theatergründung in Paris
1862 ging sie nach Paris. Dort gründete sie ein kurzlebiges deutsches Theater in der rue de La Tour-d’Auvergne, später am Boulevard des Italiens, hielt Rezitationsabende mit deutschen Klassikern ab und gründete eine Schule für deutsche Sprache und Literatur. Außerdem übersetzte sie französische Werke ins Deutsche. Sie wurde in dieser Zeit „deutsche Déjazet“ genannt. In den Pariser Jahren bildete sie auch ihre Enkelin Olga Wohlbrück aus.

### Letzte Jahre in Niederösterreich
Ende der 1880er Jahre übersiedelte sie ganz nach Österreich und lebte teilweise in Baden (wo sie starb), teilweise in ihrer Villa in Schottwien (wo sie begraben wurde).

## Familie
Schuselka-Brüning war eine Tochter des Schauspielers Gustav Friedrich Wohlbrück und der Schauspielerin Friederike Amalie von Bentzmann († 17. August 1829 in Königsberg). Sie hatte fünf Kinder und war dreimal verheiratet.
Ihre erste Ehe ging sie in den 1830er Jahren mit dem Kammerdiener Ussow in Reval ein. Die gemeinsame Tochter Ida Olga Ussow (* 28. Dezember 1838 in Lübeck; † 1923) soll nach manchen Darstellungen das illegitime Kind des Stadtkommandanten Woldemar von Patkul gewesen sein. Sie heiratete ihren Onkel Max Wohlbrück, einen Zuckerindustriellen.
In Hamburg heiratete sie 1840 den Schauspieler und Sänger Karl Brüning, von dem sie sich 1841 wieder scheiden ließ.
Laut Taufschein Karl Brüning, tatsächlich aber Carl Carl war der Vater der Tochter Bertha Charlotte, später Hübner (* 16. Juli 1844 in Rudolstadt; † 5. Juli 1866 in Wien), die ebenfalls bereits als Kind als Schauspielerin tätig war. Im nächsten Jahr kam eine weitere Tochter, Clara (* 3. September 1845 in Wien; † 11. Juni 1846 ebenda), zur Welt. 1848 folgte eine weitere Tochter, Emma Dorothea (* 4. Februar 1848 in Wien).
Am 19. Juni 1849 heiratete sie Franz Schuselka in Wien, wohl nicht zuletzt, um aus einem Vertrag mit Carl aussteigen zu können. Der gemeinsame Sohn Ern(e)st Schuselka (* 19. Februar 1851 in Gainfarn; † 10. Juni 1893 in Neufelden) studierte Jus und wurde Advokat in Waizenkirchen.
In der Literatur wird als weitere Tochter Ida genannt.
Die Schauspielerin, Schriftstellerin und erste deutsche Filmregisseurin Olga Wohlbrück ist ihre Enkelin. Sie wurde nach dem frühen Tod ihrer leiblichen Mutter Bertha Charlotte von Ida Olga adoptiert.

## Werke
- Le théâtre en Allemagne. Son origine et ses luttes (1200–1760). E. Plon, Nourrit et Cie, Paris 1887.